# Liste des évêques de Münster
 (mai 2025).
Liste des évêques de Münster (Rhénanie-du-Nord-Westphalie, Allemagne).
| Début | Fin  | Nom                                            | Remarques |
| ----- | ---- | ---------------------------------------------- | --- |
| 805   | 809  | Ludger                                         | Considéré comme saint. |
| 809   | 839  | Gerfried                                       | Considéré comme saint. |
| 839   | 849  | Altfried (de)                                  | Considéré comme saint. |
| 849   | 871  | Liutbert                                       | |
| 872   | 875  | Berthold                                       | |
| 875   | 900  | Wolfhelm                                       | |
| 900   | 922  | Nidhard                                        | |
| 922   | 941  | Rumhold                                        | |
| 942   | 967  | Hildbold                                       | |
| 967   | 993  | Dodon                                          | |
| 993   | 1011 | Swidger                                        | Canonisé en 1652. |
| 1011  | 1022 | Thierry Ier                                    | |
| 1022  | 1032 | Sigefroi de Walbeck                            | |
| 1032  | 1042 | Hermann Ier                                    | |
| 1042  | 1063 | Rudbert                                        | |
| 1064  | 1084 | Frédéric Ier                                   | |
| 1084  | 1097 | Erphon                                         | Considéré comme saint. |
| 1098  | 1118 | Burchard de Holte                              | |
| 1118  | 1127 | Thierry II de Zutphen ou de Winzenburg (de)    | |
| 1127  | 1132 | Egbert (de)                                    | |
| 1132  | 1151 | Werner de Steusslingen                         | |
| 1152  | 1168 | Frédéric II d'Are                              | |
| 1169  | 1173 | Louis Ier de Wippra                            | |
| 1173  | 1202 | Hermann II de Katzenelnbogen                   | |
| 1203  | 1218 | Othon Ier d'Oldenbourg                         | |
| 1219  | 1226 | Thierry III d'Isenberg                         | |
| 1226  | 1247 | Ludolf de Holte (de)                           | |
| 1247  | 1259 | Othon II de Lippe                              | |
| 1259  | 1260 | Guillaume Ier de Holte (de)                    | |
| 1261  | 1272 | Gérard de La Marck                             | |
| 1275  | 1301 | Éverard de Diest                               | |
| 1301  | 1306 | Othon III de Rietberg                          | |
| 1306  | 1310 | Conrad Ier de Berg                             | |
| 1310  | 1357 | Louis II de Hesse                              | |
| 1357  | 1363 | Adolphe III de La Marck                        | |
| 1363  | 1364 | Jean Ier de Virnebourg                         | |
| 1364  | 1378 | Florent de Wevelinghoven (de)                  | |
| 1378  | 1381 | Pothon de Pothenstein                          | |
| 1382  | 1392 | Heidenreich Wolf de Lüdinghausen               | |
| 1392  | 1424 | Othon IV de Hoya                               | |
| 1425  | 1450 | Henri II de Moers (de)                         | |
| 1450  | 1456 | Walram de Moers                                | |
| 1450  | 1457 | Éric Ier de Hoya                               | Élu contre Walram de Moers. |
| 1457  | 1466 | Jean de Palatinat-Simmern                      | Transféré à Magdebourg (de). |
| 1466  | 1496 | Henri III de Schwarzbourg                      | Également archevêque de Brême (1463-1496). |
| 1497  | 1508 | Conrad II de Rietberg                          | Également évêque d'Osnabrück (1482-1508). |
| 1508  | 1522 | Éric Ier de Saxe-Lauenbourg                    | |
| 1522  | 1532 | Frédéric III de Wied                           | |
| 1532  | 1532 | Éric II de Brunswick-Grubenhagen               | Mort avant d'être sacré. |
| 1532  | 1553 | François de Waldeck                            | Également évêque d'Osnabrück (1532-1553). |
| 1566  | 1575 | Guillaume de Ketteler                          | |
| 1557  | 1566 | Bernard de Raesfeld                            | |
| 1566  | 1574 | Jean II de Hoya                                | Également évêque d'Osnabrück (1553-1574) et de Paderborn (1568-1574).                                                                                          |
| 1574  | 1584 | Jean-Guillaume de Clèves                       | |
| 1585  | 1612 | Ernest de Bavière                              | Également archevêque de Cologne (1583-1612), évêque de Freising (1566-1612), de Hildesheim (1573-1612) et de Liège (1581-1612).                                |
| 1612  | 1650 | Ferdinand Ier de Bavière                       | Également archevêque de Cologne, évêque de Liège, de Hildesheim (1612-1650) et évêque de Paderborn (1618-1650).                                                |
| 1650  | 1672 | Christoph Bernhard von Galen                   | |
| 1675  | 1683 | Ferdinand II de Fürstenberg                    | Également évêque de Paderborn (1661-1683). |
| 1683  | 1688 | Maximilien-Henri de Bavière                    | Également archevêque de Cologne, évêque de Liège et de Hildesheim (1650-1688).                                                                                 |
| 1688  | 1706 | Frédéric-Christian de Plettenberg              | |
| 1707  | 1718 | François-Arnold de Wolff-Metternich zur Gracht | Également évêque de Paderborn (1704-1718). |
| 1719  | 1761 | Clément-Auguste de Bavière                     | Également archevêque de Cologne (1723-1761), évêque de Ratisbonne (1716-1719), de Hildesheim (1724-1761), de Paderborn (1719-1761) et d'Osnabrück (1728-1761). |
| 1762  | 1784 | Maximilien-Frédéric de Königsegg-Rothenfels    | Également archevêque de Cologne (1761-1784). |
| 1784  | 1801 | Maximilien-François d'Autriche                 | Également archevêque de Cologne (1784-1801). |
| 1801  | 1803 | Antoine Victor d'Autriche                      | Également archevêque de Cologne (1801-1803). La principauté épiscopale est sécularisée en 1803 et le siège reste vacant jusqu'en 1820.                         |
| 1820  | 1825 | Ferdinand von Lüninck (de)                     | |
| 1825  | 1846 | Kaspar Maximilian Droste zu Vischering         | |
| 1846  | 1847 | Bernard Georg Kellermann                       | |
| 1847  | 1870 | Johann Georg Müller                            | |
| 1870  | 1889 | Johannes Bernhard Brinkmann (de)               | |
| 1889  | 1911 | Hermann Jakob Dingelstad                       | |
| 1911  | 1912 | Felix von Hartmann                             | Transféré à Cologne. |
| 1913  | 1933 | Johannes Poggenburg                            | |
| 1933  | 1946 | Clemens August von Galen                       | |
| 1947  | 1961 | Michael Keller (de)                            | |
| 1962  | 1969 | Joseph Höffner                                 | Transféré à Cologne. |
| 1969  | 1979 | Heinrich Tenhumberg                            | |
| 1980  | 2008 | Reinhard Lettmann                              | |
| 2009  | 2025 | Felix Genn                                     | Transféré d'Essen. |

## Sources
- (en) « Diocese of Münster », sur Catholic-hierarchy.org (consulté le 6 mai 2025)
- (en) « Diocese of Münster : Bishops », sur gcatholic.org (consulté le 6 mai 205)